# Impossible Princess
Impossible Princess (у Европи, накратко преименован у Kylie Minogue) је шести студијски албум аустралијске певачице Кајли Миног, објављен 22. октобра 1997. године, од издавача̂ Deconstruction и Mushroom Records.
Миног је постигла већу креативну контролу над пројектом — писање сваке песме на албуму и производњу материјала по први пут — у поређењу са својим претходним радом, уз помоћ Brothers in Rhythm Manic Street Preachers, Дејвида Бола и Роба Дагана. Под утицајем техно и бритпоп револуције средином до касних 1990-их, звучно, Impossible Princess је одмак од Миногиног претходног рада. Замишљен као експериментална плоча, материјал обухвата различите мрачније стилове из денс музике, укључујући трип хоп, електронику и рок. У тексту, албум се фокусира на откриће Миног након низа путовања широм света и фокусира се на слободу изражавања, односе и емоције.

## Списак песама
| №   | Назив | Аутор(и)                           | Продуцент(и)          | Трајање |  |
| 1.  |       | Кајли Миног                        | Миног,                | 4.43    |  |
| 2.  |       | Миног, Стив Андерсон, Дејв Симен   |                       | 4.44    |  |
| 3.  |       | Миног, Џејмс Дин Бредфилд, Шон Мур | Бредфилд, Дејв Еринга | 4.13    |  |
| 4.  |       | Миног, Андерсон, Симен             |                       | 4.21    |  |
| 5.  |       | Миног, Дејв Бол, Инго Ваук         | Миног, Бол, Ваук      | 4.37    |  |
| 6.  |       | Миног                              |                       | 3.36    |  |
| 7.  |       | Миног, Андерсон, Симен             |                       | 3.58    |  |
| 8.  |       | Миног, Бредфилд, Ник Џонс          | Бредфилд, Еринга      | 3.12    |  |
| 9.  |       | Миног, Роб Даган                   | Даган, Џеј Бернет     | 4.02    |  |
| 10. |       | Миног, Бол, Ваук                   | Бол, Ваук             | 4.05    |  |
| 11. |       | Миног, Бол, Ваук                   | Бол, Ваук             | 4.19    |  |
| 12. |       | Миног, Андерсон, Симен             |                       | 3.44    |  |

## Топ љествице
| Држава              | Највиша позиција |
| ------------------- | ---------------- |
| Аустралија (ARIA Charts)       | 4                |
| Европа (Music & Media)           | 39               |
| Немачка (Offizielle Top 100)          | 78               |
| Шкотска (OCC)          | 10               |
| Велика Британија (OCC) | 10               |